# メモリーズオフ6 〜T-wave〜
『メモリーズオフ6 〜T-wave〜』（メモリーズオフシックス トライアングルウェーブ）は、5pb.より発売された恋愛アドベンチャーゲームである。「Memories Offシリーズ」の6作目。キャッチコピーは「かけがえのない想い……すぐそばに」。作品と関連して『KANATAのT-wave』が配信されていたほか、月刊コミックアライブでシリーズ初の漫画版が掲載された。

## 歴史
- 2008年8月21日、PlayStation 2版が発売。
- 2009年5月28日、PlayStation Portable版が発売。
- 2009年8月27日、Xbox 360版が発売。本作の後日談である『メモリーズオフ6 Next Relation』を同梱した『メモリーズオフ6 ダブルパック』も発売された。
- 2013年6月27日、PlayStation 3およびPlayStation Vita版（ダウンロード販売を含む）『メモリーズオフ6 Complete』が発売。

## 概要
『Memories Off』シリーズを制作していたKIDが2006年に自己破産した後、シリーズの権利はいったんサイバーフロントに引き継がれた後、5pb.に移譲された。本作品は5pb.制作としてはシリーズ初のナンバリングタイトルであり、制作サイドのコメントではないものの、一部媒体では「シリーズ第二期開幕」と称された。
前作『Memories Off #5 とぎれたフィルム』から1年後の話であり、前作の「リバースカット」同様、今作でも「Triangleルート」と呼ばれるシステムがあり一定の条件を満たせばりりす、智紗視点から物語を見ることが出来る。
本作のコンセプトは原点回帰。シリーズを通じて培われてきた、修羅場や登場人物の死などの「メモオフらしさ」をリセットし、1作目『Memories Off』（『1st』）に近い学園生活を描いている。舞台は『1st』以来の澄空学園であり、ヒロインの造形やシナリオにも同作を意識した点がある。また、稲穂信以外の旧作の人物はほとんど登場しないようにし、ラジオネームでほのめかす程度に留めてある。その信も主人公たちとの年齢差（学年で5年の差がある）が大きくなってきたのでこれまでと同様の立ち位置で登場させるのが難しく、後継者候補として佐賀亨の名が挙げられている。

### メモリーズオフ6 Complete
本作と『Next Relation』を1つにまとめて収録したソフト。PS3版にのみ初回限定版が存在し、BGMと歌曲を収めたCDが付属する。PS Vita版は、ゲーム機内蔵のカメラ機能を使ったフォトモードを搭載。好きなキャラクターを入れた写真を撮影できる。
PS3版とPS Vita版はセーブデータを共有できる。

## ストーリー
主人公・塚本志雄は私立澄空学園に通う高校2年生。幼馴染の遠峯りりすから下僕のような扱いを受ける志雄に“彼女”などという存在は無縁のものだった。ある日、りりすから隣のクラスの箱崎智紗を紹介された志雄は彼女から「学園祭の後夜祭で一緒に踊ってもらえませんか」と告白される。とまどう志雄はその場で答えを返すことができず、後夜祭までの「仮の恋人同士」として智紗とあいまいな交際を始めることになる。

## 登場キャラクター
Memories Offシリーズの登場人物の項も参照。
塚本 志雄（つかもと しお）
誕生日:10月8日
声 : 藤原祐規
主人公。澄空学園高校2年生。生徒会庶務兼文化祭実行委員。母親は志雄が幼い頃に事故死しており父親とはある事から疎遠となっているので現在は父親が所有するマンションの管理人としてその家賃の上がりで生活をしている。りりすとは幼馴染であり一時期離れていた時期もあったが中学校入学時に再会している。温厚な常識人だが優柔不断な面もある。ラジオ「T-WAVE」の熱心なリスナーであり「アスタリスク」のラジオネームを持つ常連投稿者でもある。
遠峯 りりす（とおみね りりす）
誕生日:8月10日　身長:152cm
声 : 新名彩乃
志雄の幼馴染。昔はいつも志雄の後に隠れているようなおとなしい子供だったが再会後は傍若無人で乱暴なところもある性格に変貌を遂げた。時々女の子らしい一面も見せ、志雄を振り回しつつも何かと世話を焼く事もある。歌が得意でよくカラオケで美声を披露する。祖母・フミコが営む小料理屋「ふみ」で手伝いをしているので料理も得意。とても活動的だが志雄によると元々体があまり丈夫な方ではないとの事。
趣味:歌を歌う事　好き:おばあちゃん、ロリポップキャンディー　嫌い:すぐに反応しない相手
箱崎 智紗（はこさき ちさ）
誕生日:12月23日  身長:159cm
声 : 平野綾
りりすの親友。一学期までは目立たない存在だったが志雄への想いを胸に自ら変わることを決意し、りりすに志雄との仲立ちをしてもらい告白する。イメージチェンジを図った結果垢抜けた美少女に変貌を遂げた。弁当を作ってきたり文化祭実行委員に立候補するなど一途に志雄に尽くす。過去のあるトラウマから水が苦手。
趣味:インターネット　好き:動物全般、甘いもの　嫌い:水辺
嘉神川 クロエ（かがみがわ くろえ）
誕生日:7月2日　身長:167cm
声 : 後藤邑子
澄空学園3年生。同校の生徒会長であり、文化祭実行委員長代理も兼ねる事になる。カガミ食品株式会社の社長令嬢。フランス人の母から受け継いだ美貌から憧れている生徒も多い。頭脳明晰・スポーツ万能である事に加え優れたリーダーシップも兼ね備えており生徒会役員と文化祭実行委員一同を牽引する。趣味は乗馬とアーチェリー。
趣味:乗馬　アーチェリー　好き:裁縫　嫌い:ニンジン、ピーマン……好き嫌いが多い
鈴代 黎音（すずしろ れいん）
誕生日:1月3日　身長:172cm
声 : 田中理恵
少女向け小説の作家。あることから志雄たちと出会い、志雄が管理するアパートに住むことに。性格は捌けた姉御肌。趣味はツーリングでイタリア製の大型バイクを乗り回しているが時々（特に志雄を後部座席に乗せている場合）暴走気味の運転をする。かなりの酒好き。
趣味:ツーリング、格闘技観戦　好き:バイク、お酒　嫌い:スジを通さないこと、編集者
春日 結乃（かすが ゆうの）
誕生日:2月28日　身長:157cm
声 : 宮崎羽衣
澄空学園1年生。生徒会役員兼文化祭実行委員。転校してきたばかりで学校内に不慣れであり時々迷子になってしまう。気さくな性格から友人は多いが基本的に広く浅くの付き合いの為に親友と呼べるような存在はまだいない。
趣味:不明　好き:KANATA(芸能人)　嫌い:不明
佐賀 亨（さが とおる）
誕生日:6月29日
声 : 根本幸多
志雄の友人。りりすに想いを寄せるが脈はほとんどない模様。稲穂信と似た性格であるが彼と違いあまり口が上手い方ではなく行動で勝負するタイプ。音楽に詳しくギターが得意。
稲穂 信（いなほ しん）
誕生日:1月4日
声 : 間島淳司
レストラン「ルサック」でアルバイトをしているフリーター。小料理屋「ふみ」の常連客であることから志雄達とも親しくなっていく。澄空学園OBであるが、在学中に起こした数々の悪行から学園のブラックリストNo.2に載っている。
KANATA（かなた）
声 : 村田あゆみ
声のみの出演。『想い出にかわる君』のヒロインで、志雄が聴いているラジオ「T-WAVE」のDJ。開けっぴろげなトークには志雄もラジオに対して思わず突っ込んでしまう程だが、それがかえってリスナーには受けている模様。

## スタッフ
- キャラクターデザイン : 松尾ゆきひろ、輿水隆之
- シナリオ : 日暮茶坊、秋月ひろ、大三元、三浦洋晃、馬場卓也、澤渡やよい
- 音楽 : 阿保剛

## 主題歌
- OP : Triangle Wave
作詞、作曲 : 志倉千代丸、編曲 : 上野浩司 / 歌 : 村田あゆみ
- 『Complete』OP : かけがえのない想い ずっと一緒に
作・編曲 : 上野浩司 / 作詞・歌 : 彩音
- キャラED
  - りりす：Candy Love
作詞 : 加藤碧、作曲 : Rie、編曲 : 蔵屋智久 / 歌 : 新名彩乃
  - 智紗 : Mind Loop
作詞 : 涼森有羽子、作曲、編曲 : 水野大輔 / 歌：平野綾
  - クロエ：Blue Moon
作詞 : 葉月みこ、作曲 : 吉冨小百合、編曲 : Gravity Session / 歌 : 後藤邑子
  - 黎音：Rainbow Highway
作詞 : Yummy、作曲・編曲 : 水野大輔 / 歌 : 田中理恵
  - 結乃 : ハルカ カナタ
作詞 : 亜里花、作曲 : marpie!、編曲 : 勝誠二 / 歌 : 宮崎羽衣
- Triangleルート
  - りりすOP : 君の事
作詞 : 松澤由美、作曲・編曲 : 水野大輔 / 歌 : 新名彩乃
  - 智紗OP : 蒼い星
作詞 : 松澤由美、作曲、編曲 : 水野大輔 / 歌 : 平野綾
  - ED : プリミディア
作詞・作曲:志倉千代丸、編曲 : 礒江俊道 / 歌 : 彩音
- 挿入歌 : WAVE!!!（KANATAのラジオ「T-WAVE」内で流れる歌）
作詞・作曲・編曲 : オーノカズナリ / 歌 : 村田あゆみ

## KANATAのT-wave
作品中に登場する『KANATAのT-wave』は、『村田あゆみのポレポレ＊ラジオ』のコーナーとして配信（2008年5月16日～8月9日）されていた。このコーナーではKANATAを演じる村田あゆみがゲーム中に登場するものと同じメールを紹介したり、一般リスナーからの質問に答えたりした。

## 関連商品

### CD
5pb.より発売、メディアファクトリーより販売。
- Memories Off 6〜T-wave〜 PERSONAL COLLECTION
  - 1 遠峯りりす / Candy Love
  - 2 箱崎智紗 / Mind Loop
  - 3 嘉神川クロエ / Blue Moon
  - 4 鈴代黎音 / Rainbow Highway
  - 5 春日結乃 / ハルカ カナタ

### 書籍
- 久松ゆのみ『メモリーズオフ6 〜T-wave〜』メディアファクトリー〈MFコミックス アライブシリーズ〉、2008年12月。 ISBN 978-4-8401-2506-2
  - 月刊コミックアライブ2008年9月号から2009年1月号まで掲載。
- 『メモリーズオフ6 〜T-wave〜 ビジュアル・ガイドブック』ジャイブ、2008年10月。 ISBN 978-4-86176-571-1